# ロックマンワールド4
『ロックマンワールド4』（ロックマンワールドフォー、ROCKMAN WORLD 4）は、1993年10月29日に日本のカプコンから発売されたゲームボーイ用横スクロールアクションゲーム。

## 概要
同社による『ロックマンシリーズ』のゲームボーイ用ソフト第4作目。主人公のロックマンを操作し、「世界ロボット博覧会」にてロボットを暴走させて世界征服を企むDr.ワイリーの野望を阻止することを目的としている。ベースとなる作品はファミリーコンピュータ用ソフト『ロックマン4 新たなる野望!!』（1991年）と『ロックマン5 ブルースの罠!?』（1992年）。
開発は水口エンジニアリングが行い、スタッフは前作に引き続きプロデューサーは藤原得郎、音楽は村田幸史、美術は稲船敬二が担当している。
2001年にニンテンドウパワーの書き換え用ソフトとして発売された他、2013年にニンテンドー3DS用のバーチャルコンソール対応ソフトとして配信された。

## ゲーム内容

### システム
本作は以下のように、前作以前よりもナンバリング作品（以下、最初に発売された機種であるファミリーコンピュータからとって「FC版」と表記）に忠実な部分が増えている。
- オープニングのストーリーデモの導入
- カプセル移動による選択ステージボスとの再戦（ボスラッシュ）の採用
- ボス再戦時以外のBGMはベース作品に忠実
- 後半ステージに進んでも前半ステージに戻り再挑戦することが可能になった

またオリジナルの要素としては、以下のような斬新なシステムが数多く取り入れられている。
- スーパーロックバスターの仕様変更
  - 出力が高すぎるという設定から最大チャージショットを放つと、ロックマンが若干後退する。
  - チャージ中に攻撃を受けても、チャージが解除されなくなった。
- 後の作品のネジによるアイテム交換の前身となる「Pチップでのアイテム交換システム」の採用
- 「エネルギーバランサー」の登場
- バスターがパワーアップする裏要素
- 4つ集めるとE缶一つになるE缶（小）の登場
- 特殊武器の用途の拡張
- 敵が一体も登場しない脱出を目的としたステージの登場

総じて、FC版にはなかった新たな試みが取り入れられながらも、単なる番外編に留まらない作品に仕上げられている。
パスワードは「R」「E」「B」のアルファベット入力形式に変更された。
この作品から、『5』から登場したビートも登場するが、前半の『4』のボスのステージに、1つずつあるプレートを取得するとビートが完成する（プレートを全て集めて、ステージクリアすると通常の武器習得デモとはBGMが異なる専用の習得デモが用意されている）。また、『5』のボスのステージにも1つずつプレートがあるが、それらのプレートは、全部取得しないとワイリーステージに行けないという設定になっている。
前作でロックマンキラー（パンク）を倒した状態で、ワイリーステージでゲームオーバーになりステージセレクトを選ぶと、ロックマンキラーの武器（スクリュークラッシャー）を入手したままパンクと再戦できたが、今作では2回目のバラードを撃破した後にゲームオーバーになると、そのままコンティニューかライト研究所を経てコンティニューかを選ぶ仕様になっている。

### 特殊武器
ナンバリング作品との相違点を中心に記述する。特記無きものは特徴はほぼ同じ。
フラッシュストッパー（BR） - ブライトマンを撃破 - 消費エネルギー（3）
使用することで、一部の敵キャラクターの動きや様々な仕掛け（地形が崩れるトラップや、乗ると少しずつ低くなる足場など）を止められる。

レインフラッシュ（TO） - トードマンを撃破 - 消費エネルギー（1）
ファラオマンステージの流砂を止めたり、ナパームマンステージの炎を一定時間消すことができる。
また、効果時間が長くなっており、大抵の敵キャラクターに対して2回攻撃をヒットさせることが可能。

ファラオショット（PH） - ファラオマンを撃破 - 消費エネルギー（1、2）
頭上の大型ショットを直接的に当てて攻撃した場合、チャージがリセットされるようになった（FC版の場合はチャージが継続されている）。

リングブーメラン（RI） - リングマンを撃破 - 消費エネルギー（1/2）
貫通力はなくなったが、代わりに地形の中や遠くにあるアイテムを回収できる機能が追加された。

パワーストーン（ST） - ストーンマンを撃破 - 消費エネルギー（1）
発動までのスピードが遅くなっている。

チャージキック（CH） - チャージマンを撃破 - 消費エネルギー（1）
特定のブロックを破壊できる。

ナパームボム（NA） - ナパームマンを撃破 - 消費エネルギー（1）

クリスタルアイ（CR） - クリスタルマンを撃破 - 消費エネルギー（1）

バラードクラッカー（BA） - バラード（2回目）を撃破 - 消費エネルギー（1/2）
地形もしくは敵に当たると爆発を起こす爆弾を投げ飛ばす。威力が高く、さらに8方向に投げ分けることが可能。

### その他の特殊武器
ラッシュコイル（RC） - トードマンを撃破 - 消費エネルギー（2）
乗ると、大ジャンプができる。通常ジャンプでは届かない高さのところまで届くことができる。

ラッシュジェット（RJ） - チャージマンを撃破 - 消費エネルギー（-）
乗ると、出現した方向に一定の速度で移動する。FC版の様に軌道変更は不可能。

ビート（BE） - ビートプレートを全て入手 - 消費エネルギー（1）
ロックマンの近くに鳥形ロボット「ビート」を呼び出す。出現している間は自動的に敵に体当たりをする。

### 通常アイテム
ライフエネルギー
大と小の二種類あり、体力を回復する。ステージ中に配置されていたり、敵が落とすことがある。

武器エネルギー
大と小の二種類あり、装備中の武器エネルギーを回復する。ステージ中に配置されていたり、敵が落とすことがある。

1UP
取るとロックマンの残り人数が増える。ステージ中に配置されていたり、稀に敵が落とす。
ライト研究所でも交換できる。今作ではパスワードで残機数が記録される。

### 特殊アイテム
Pチップ
大と小の二種類があり、大はステージ中に配置されており、小は敵を倒すと出現したりする。最大999個ストックでき、ライト研究所で個数に応じた様々なアイテムと交換してくれる。後のネジ交換システムの原型となったアイテムである。

E缶
ステージ上に配置されていたり、ライト研究所で交換できるシリーズお馴染みのストック体力回復アイテム。4つまで入手可能。
今作から再びパスワードでストック数が記録されるようになる（以下アイテムも同様）。

ミニE缶
ステージ上やライト研究所でPチップ交換で入手できる、E缶の4分の1サイズのE缶。単独の使用はできないが、4つ集めるとE缶一個に変化する。

W缶
特殊武器を一つだけ全回復できる。4つまでストック可能。ステージ上には配置されていないが、ライト研究所で入手可能。

S缶
『ロックマン5』のM缶とほぼ同性能で、体力・全特殊武器のエネルギーを回復する。一個しかストックできない。ライト研究所で入手可能。

エネルギーバランサー
『ロックマン6』の物と同一で、特殊武器を装備していない状態で武器エネルギーを取ると、自動的に消費した量が多い順から回復する。ライト研究所でのみ入手可能。

全エネルギー回復（名称不明）
今回からステージクリアで体力・武器が回復しないので、ライト研究所で行う必要がある。効果は先述のS缶と後述のSボールと同じで、他のアイテム同様Pチップが必要。

Sボール
取ると一気に体力・武器エネルギーが回復する、『ロックマン』に登場したヤシチ、および先述のS缶と同じ効果があるアイテム。S缶と違いストックすることができず、ブルースがランダムで出してくれるのみである。

## ストーリー
全世界の科学者が自らの最新型ロボットを発表するイベント「世界ロボット博覧会」。そこに突然現れたワイリーは、数々のロボットを暴走させ、またも世界征服の野望に乗り出した。平和を守るため、そしてワイリーの野望を阻止するため、ロックマンは再び立ち上がった。

## 登場キャラクター

### メインキャラクター
DRN.001 ロックマン（Rockman）

Dr.ライト（Dr. Right）
今作から顔出しで登場。

DRN.000 ブルース（Blues）
ステージのある場所で何らかのアイテムをくれる。

Dr.ワイリー（Dr. Wily）

### ボスキャラクター
『ロックマン4』から
- DWN.025 ブライトマン（Brightman）

- DWN.026 トードマン（Toadman）

- DWN.028 ファラオマン（Pharaohman）

- DWN.029 リングマン（Ringman）

『ロックマン5』から
- DWN.035 ストーンマン（Stone man）

- DWN.038 チャージマン（Chargeman）

- DWN.039 ナパームマン（Napalm Man）

- DWN.040 クリスタルマン（Crystal Man）

### その他のボスキャラクター
RKN.003 バラード（Ballade）
長所：チャレンジ精神 / 短所：単純 / 好き：ナンバー1であること / 嫌い：張り合いのない敵
Dr.ワイリーが開発したロックマンキラーの第3号。プライドが高く、形勢不利でも素直にはやられない執念深さを持つ。自分が常にナンバーワンだと思い込んでいる。体当たりのほか、大小2種類の爆弾バラードクラッカーを駆使して戦う。中間ステージとバラードステージに現れ、2度戦うことになる。2回目はバイザーを装着した状態で登場し、行動パターンが増えている（大型のバラードクラッカーを撃ち出したり、地面に設置して時限爆弾のように爆発させるなど）。強いと言われるロックマンを倒すことに執着している。エンカーとパンクとは違い、他の特殊武器にも効果がある。
後に『ロックマンワールド5』『ロックマン10』で再登場する。

ワイリー戦車の砲台（名称不明）
中間ステージであるワイリー戦車で最初に戦うことになる。パラボラアンテナに似た形状で上下移動を繰り返す。

ワイリー宇宙戦艦の艦橋（名称不明）
ワイリー宇宙戦艦ステージに登場する。伸びる触手のようなもの、リングブーメラン、ナパームボム、パワーストーン、バラードクラッカーで攻撃してくる。

ハンター（Hunter）
くっつきスージーに超高性能の電子頭脳をつけて改良したガードロボット。丸いデザイン。分裂して部屋中を跳ね回るタイプと、2体で地形を這って進むタイプがいる。
ワイリーロボ・アイアンゴーレム（Wily Robo Iron Golem）
ワイリーが長年の夢である巨大ロボットを作ろうとしたが、あまりにもサイズが大きいため宇宙空間で建造されており、未完成のまま急遽出撃することになった。第一形態は腕のある状態で、第二形態は腕が破壊された状態で頭部部分を相手に戦う。頭部を破壊すると、脱出メカであるワイリーカプセルと戦うことになる。

### サポートキャラクター
Dr.ライト
ステージセレクトかステージクリア後にライト研究所に行くと、Pチップとアイテムを交換してくれる。
ある手順を踏むと、スーパーロックバスターの威力と発射速度をパワーアップしてくれる。ただしこのパワーアップはパスワードで記録できない。

エディー
今回も一部ステージに登場するが、援助してくるアイテムを画面移動して目的のアイテムを出すまで粘る手段が、登場する地形などでできなくなっている。

ブルース
今回、初めてゲームボーイ作品に登場する。一部ステージの隠し部屋にあたる場所に登場してエディー同様アイテムを援助するが、Sボールを出してくることがあるという点が異なる。

## 移植版
| No. | タイトル                            | 発売日                       | 対応機種        | 開発元               | 発売元   | メディア                                      | 型式 | 備考 | 出典                 |
| --- | ----------------------------------- | ---------------------------- | --------------- | -------------------- | -------- | --------------------------------------------- | ---- | ---- | -------------------- |
| 1   | ロックマンワールド4                 | 2001年4月1日                 | ゲームボーイ    | 水口エンジニアリング | カプコン | フラッシュロムカセット （ニンテンドウパワー） | -    |      |                      |
| 2   | ロックマンワールド4                 | 2013年10月23日 2014年5月15日 | ニンテンドー3DS | 水口エンジニアリング | カプコン | ダウンロード （バーチャルコンソール）         | -    |      | [ 9 ] [ 10 ]         |
| 3   | ゲームボーイ Nintendo Switch Online | 2024年6月7日                 | Nintendo Switch | 任天堂               | 任天堂   | ダウンロード                                  | -    |      | [ 11 ] [ 12 ] [ 13 ] |

## 評価
ゲーム誌『ファミコン通信』の「クロスレビュー」では、7・6・6・6の合計25点（満40点）、『ファミリーコンピュータMagazine』の読者投票による「ゲーム通信簿」での評価は以下の通りとなっており、22.4点（満30点）となっている。
| 項目 | キャラクタ | 音楽 | お買得度 | 操作性 | 熱中度 | オリジナリティ | 総合 |
| 得点 | 3.9        | 3.7  | 3.7      | 3.8    | 3.9    | 3.5            | 22.4 |